# Gornja Dolina
Gornja Dolina je naselje u općini Bosanska Gradiška, Republika Srpska, BiH.

## Poznate osobe
Župa Dolina, koja obuhvaća Gornju i Donju Dolinu i Novo Selo, dala je četvoricu mučenika katoličke vjere: vlč. Marka Šalića, vlč. Ratka Grgića, msgra Kazimira Višatickog i dr Nikolu Bilogrivića (po specijalnosti povjesničara), strijeljanog u Banjoj Luci u namještenom sudskom postupku 20. veljače 1947., a kojem je suđeno skupa s uglednim i svetim katoličkim laikom dr. Felixom Niedzielskim i ustaškim stožernikom Viktorom Gutićem.

## Stanovništvo
Nacionalni sastav stanovništva 1991. godine, bio je sljedeći:
ukupno: 400
- Hrvati - 382
- Srbi - 5
- Jugoslaveni - 3
- ostali, neopredijeljeni i nepoznato - 10